# Rhumsiki
Rhumsiki (ou Rumsiki, Roumsiki) est une localité du Cameroun située dans la Région de l'Extrême-Nord et le département du Mayo-Tsanaga, dans la chaîne des monts Mandara à 55 km de Mokolo, le chef-lieu du département et à 3 km de la frontière avec le Nigeria. Elle fait partie de la commune de Mogodé et du canton de Mogodé rural.
Rhumsiki est l’un des endroits les plus touristiques de la partie septentrionale du Cameroun.

## Population

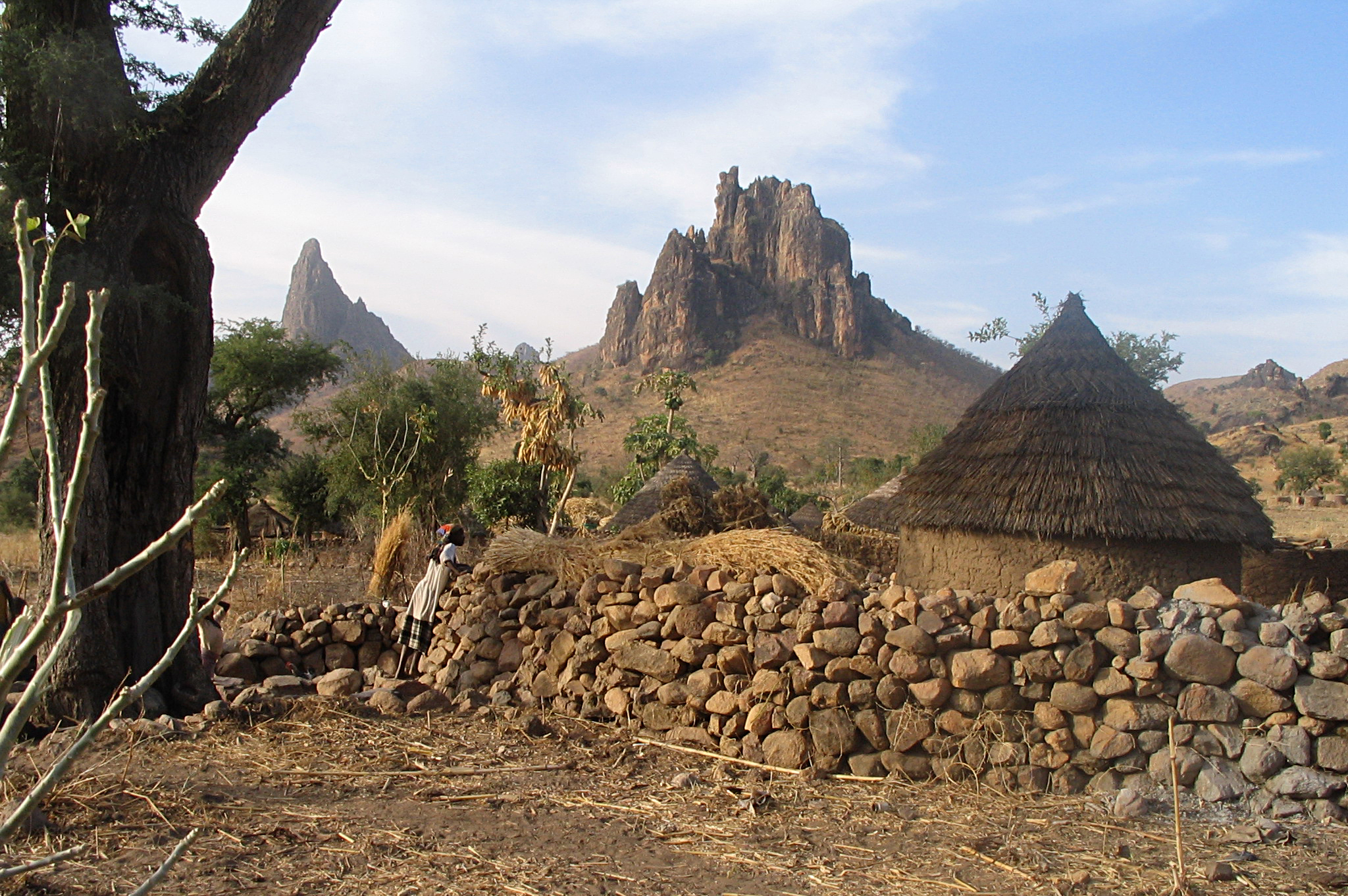
Habitation kapsiki.

En 1966-1967 la localité comptait 1 150 habitants, des Kapsiki, dont les maisons en pierre, surmontées d'un toit en chaume, réparties autour du village et dans la vallée avoisinante, sont représentatives de l'habitat du Nord-Cameroun. 

À cette date, un marché régional hebdomadaire s'y tenait chaque dimanche, ainsi qu'un marché d'arachide. Le village était doté d'une école publique à cycle incomplet.
Lors du recensement de 2005, on y a dénombré 5 388 personnes.

## Tourisme

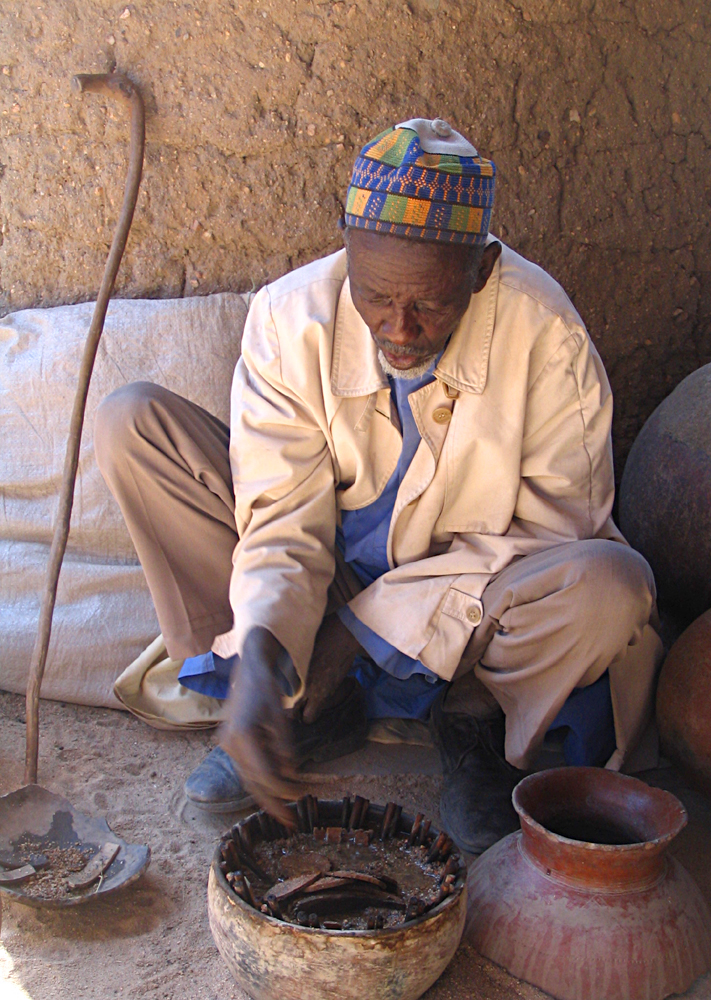
Le devin au crabe.

La principale attraction est celle des paysages avoisinants. Ils sont décrits comme « remarquables », « frappants », « à couper le souffle », ou encore comme « un paysage presque lunaire ». L'écrivain et explorateur André Gide a écrit que les paysages de Rhumsiki sont « parmi les plus beaux paysages du monde ». L'effet spectaculaire est créé par des surrections volcaniques (des restes de volcans dormants), des affleurements de basalte et les monts Mandara. Le plus grand (et le plus photographié…) de ces rochers est le pic Kapsiki, culminant à 1 224 m.
Rhumsiki s'est adapté au flot de touristes. Les enfants du village s'offrent comme guides touristiques, montrant aux visiteurs des attractions préprogrammées. Parmi celles-ci, les artisans, forgerons, potiers, fileurs, tisserands et danseurs traditionnels ainsi qu'un féticheur, devin utilisant pour ses prédictions un crabe qui manipule des pièces de bois,. Rhumsiki est désormais un passage incontournable de nombreux itinéraires touristiques, ce que les guides de voyage dénoncent. Le Guide Rough décrit Rhumsiki comme « envahi » et « entaché par le tourisme organisé » ; le guide Lonely Planet l’appelle « piège à touristes ».

La visite guidée standard du village amène le Rough Guide à douter de son authenticité : 
« The appeal of the visit is largely to get a taste of the 'real' Cameroon, and the built-in flaw is that the more people come, the more distorted and unreal life in the village becomes »
— Rough Guide

« Le prétexte de la visite est d'obtenir un avant-goût du 'vrai' Cameroun, et le problème est que plus les gens viennent, plus la vie du village est modifiée et s’éloigne de la réalité du vrai Cameroun »

## Philatélie
Le célèbre pic a fait l'objet de plusieurs émissions de timbres. Avec l'intitulé « Piton d'Humsiki », la France lui en a consacré un entre 1947 et 1952, d'une valeur de 500 F, dans le cadre d'une série consacrée au Cameroun. Après l'indépendance, en 1962, la République fédérale du Cameroun le met en scène sur un timbre de 500 F intitulé « Kapsikis Mokolo ». En 1980, la République unie du Cameroun émet un timbre de 50 F, nommé « Jeunes filles Bororo et pic Roumsiki ».